# 구레시 산불
구레시 산불(呉市山林火災 구레시산린카사이[*])은 1971년 4월 27일 오전 11시 10분 경, 히로시마현 구레시에서 발생된 대규모 산림 화재이다. 이 불은 인근 지역에 있는 민가들의 연소는 그나마 면하였지만, 18명에 이르는 희생자를 발생시키는 등 1945년 태평양 전쟁 패망 이래 최악의 산불로 알려져 온 사건이다.

## 피해
산불 피해를 입은 대다수의 희생자들은 구레시에 소속된 소방공무원으로, 거의 베테랑급의 소방관으로 넌지시 자랑받기도 하였다. 또한 화재 당시 일본 소방청에서도 큰 충격을 던져준 사건으로 유명하다. 그리고 이 산불이 일본 최악의 산불로 알려져 왔다. 다만 이 화재 사건이 발생된 당시 지금의 한국 고성 산불에 필적하게 되는 수준으로 능가하고 있는 대형 산불로 드러나고 있으며, 산불이 발생되었을 당시 날씨가 매우 건조해진 상태에 이르고 있던 것으로 드러나고 있다. 연소된 면적은 340 ha(840 에이커) 규모의 산림이 잿더미로 변하였다.
이후 잿더미로 변한 아가마치 북부 지역과 히로마치 서부 지역은 새롭게 나무를 심어 산림을 회복했지만 곳곳에 나무가 듬성듬성 심어져 있어 그 피해 흔적이 드러나는 곳이 많다.

## 같이 보기
- 산불
- 공중 소화
- 순직
- 2019년 강원도 산불
- 후쿠에 대화재